# 배틀스테이션: 퍼시픽
배틀스테이션: 퍼시픽(Battlestations: Pacific)은 스퀘어 에닉스 유럽이 배급하고 아이도스 헝가리가 개발한 액션 및 실시간 전략 비디오 게임이다. 2007년 비디오 게임 배틀스테이션: 미드웨이의 후속작이기도 하다. 마이크로소프트 윈도우, 엑스박스 360용으로 2009년 5월 전 세계에 출시되었다. 맥 OS X용 버전은 로보소프트 테크놀로지스가 개발하였으며 2010년 10월 8일 페럴 인터랙티브에 의해 출시되었다.
스퀘어 에닉스 유럽은 2010년 4월 게임 개발사 아이도스 헝가리를 폐쇄시켰다.

## 평가
| 평론 점수 평론사 점수 매킨토시 PC 엑스박스 360 유로게이머 N/A N/A 7/10 [ 4 ] 패미츠 N/A N/A 29/40 [ 5 ] 게임 인포머 N/A 6/10 [ 6 ] 6/10 [ 6 ] 게임프로 N/A N/A [ 7 ] 게임스팟 N/A 8/10 [ 8 ] 8/10 [ 9 ] 게임트레일러스 N/A N/A 8.2/10 [ 10 ] 게임존 N/A N/A 7.6/10 [ 11 ] 자이언트 밤 N/A [ 12 ] [ 12 ] IGN N/A 7.7/10 [ 13 ] 7.7/10 [ 13 ] OXM (UK) N/A N/A 7/10 [ 14 ] PC 게이머 (UK) N/A 80% [ 15 ] N/A VideoGamer.com N/A N/A 8/10 [ 16 ] Digital Spy N/A N/A [ 17 ] Teletext Gamecentral N/A 8/10 [ 18 ] N/A 통합 점수 메타크리틱 N/A 74/100 [ 19 ] 76/100 [ 20 ] |          |        |              |
| 평론 점수 |          |        |              |
| 평론사 | 점수     | 점수   | 점수         |
| 평론사 | 매킨토시 | PC     | 엑스박스 360 |
| 유로게이머 | N/A      | N/A    | 7/10         |
| 패미츠 | N/A      | N/A    | 29/40        |
| 게임 인포머 | N/A      | 6/10   | 6/10         |
| 게임프로 | N/A      | N/A    | [ 7 ]        |
| 게임스팟 | N/A      | 8/10   | 8/10         |
| 게임트레일러스 | N/A      | N/A    | 8.2/10       |
| 게임존 | N/A      | N/A    | 7.6/10       |
| 자이언트 밤 | N/A      | [ 12 ] | [ 12 ]       |
| IGN | N/A      | 7.7/10 | 7.7/10       |
| OXM (UK) | N/A      | N/A    | 7/10         |
| PC 게이머 (UK) | N/A      | 80%    | N/A          |
| VideoGamer.com | N/A      | N/A    | 8/10         |
| Digital Spy | N/A      | N/A    | [ 17 ]       |
| Teletext Gamecentral | N/A      | 8/10   | N/A          |
| 통합 점수 |          |        |              |
| 메타크리틱 | N/A      | 74/100 | 76/100       |